# Thymus persicus
Thymus persicus là một loài thực vật có hoa trong họ Hoa môi. Loài này được (Ronniger ex Rech.f.) Jalas miêu tả khoa học đầu tiên năm 1982.